# Стокхолмска кървава баня
Стокхолмската кървава баня е поредица от масови екзекуции, последвали окупирането на Швеция от датски войски под командването на крал Кристиан II. Те се провеждат между 4 и 10 ноември 1520 г. с кулминация на 8 ноември, когато 82 души, главно благородници и духовници, са обезглавени, въпреки обещанието на Кристиан II за обща амнистия. Екзекуциите се провеждат на площад Стурториет (Stortorget) в Стокхолм.